# Shadows of a Leader
Shadows of a Leader (dt.: Schatten eines Führers) ist ein Dokumentarfilm über die Amazonen-Garde, die Leibwächterinnen Muammar al-Gaddafis. Er wurde im Jahr 2004 als erster Film der Regisseurin Rania Ajami in Libyen gedreht.

## Inhalt
Der Film begleitet einige Leibwächterinnen Gaddafis bei ihrer Arbeit, ihrer Aufnahmeprüfung in die Militärakademie und ihrem täglichen Leben. Er zeigt die Spannungen, denen die Frauen zwischen Islam, Modernisierung einer nomadischen Gesellschaft, militantem Feminismus und einer urbanen Diktatur ausgesetzt sind.

## Trivia
Ajami musste zwei Jahre lang auf die Drehgenehmigung in Libyen warten. Zu einigen im Film gezeigten Orten und Personen erhielt sie als erste Filmemacherin Zutritt und Dreherlaubnis. Während der  Dreharbeiten lernte sie von den libyschen Soldatinnen, mit einem RPG zu schießen.

## Festivals und Preise
- Fort Lauderdale International Film Festival 2004, Gewinner: Bester Dokumentarfilm
- Montreal World Film Festival 2004
- Avignon/New York Film Festival 2004
- Festival du Film de Strasbourg. 2004
- Kodak Emerging Filmmakers, Festival in Cannes, 2004